# Hitra
Hitra is een eiland en gemeente in de Noorse provincie Trøndelag. De gemeente telde 4659 inwoners in januari 2017.
De gemeente omvat naast het gelijknamige eiland nog een aantal kleinere eilanden en eilandjes rondom het hoofdeiland. Het eiland Hitra heeft een oppervlakte van 568 km² en hoort daarmee tot de tien grootste eilanden van Noorwegen. 
Op Hitra liggen de plaatsen Fillan en Hestvika. Andere plaatsen zijn Kvenvær, Sandstad en Dolmøy.
Åfjord · Flatanger · Frosta · Frøya · Grong · Heim · Hitra · Holtålen · Høylandet · Inderøy · Indre Fosen · Leka · Levanger · Lierne · Malvik ·  Melhus · Meråker · Midtre Gauldal · Nærøysund · Namsos · Namsskogan · Oppdal · Orkland · Ørland · Osen · Overhalla · Rennebu · Rindal · Røros · Røyrvik · Selbu · Skaun · Snåsa · Steinkjer · Stjørdal · Trondheim · Tydal · Verdal

Fylker van Noorwegen